# 耿氏 (史映周妻)
耿氏（5世纪？—499年），北魏荥阳人，史映周之妻。
耿氏十七岁，嫁给同郡史映周。魏孝文帝太和二十三年（499年），史映周去世。耿氏害怕父母逼她改嫁，埋葬史映周时，哀哭而死。见到的人无不悲叹。朝廷派大使观民风，将事情汇报，皇帝下诏标榜门闾。